# Gregorio Rossi
Gregorio Rossi (Massa Marittima, 25 maggio 1951) è uno storico dell'arte italiano.

## Biografia
Gregorio Rossi nasce nel 1951 in Maremma, terra dei Macchiaioli, e inizia la sua attività verso la fine degli anni settanta. Nel 1989 cura l'antologica Antonio Bueno: Bueno, d'apres Bueno, e per conoscenza, allestita a Palazzo Pretorio di Fiesole. In seguito, in qualità di consulente e direttore artistico, lavora per la Civica Pinacoteca Amedeo Modigliani di Follonica.
Negli anni novanta si dedica all'arte dell'Ottocento toscano. Già direttore del Museo d'Arte Contemporanea italiana in America (MACIA), nel 2007 è curatore della collezione d'arte moderna e contemporanea, comprensiva di opere di Marc Chagall, Giorgio De Chirico, Lucio Fontana, Alberto Giacometti, Pablo Picasso e Andy Warhol, della Fondazione Rinaldi-Paladino di Lugano. Nel 2008 cura monografie e mostre di Amedeo Modigliani e Silvestro Lega. Nell'ambito della divulgazione si occupa dei Macchiaioli e, nello specifico, della ''scuola'' di Guglielmo Micheli.
Nel 2009 l'interesse di Rossi vira nuovamente sul contemporaneo, viene nominato curatore del Padiglione Natura e Sogni alla LIII Biennale di Venezia. Nello stesso periodo torna a occuparsi di Modigliani e organizza la mostra Modigliani: dessin à boire, allestita a Palazzo Mazzarosa di Capannori. Nel 2011, per la casa editrice Carlo Cambi, scrive Keith Haring, pubblicazione dedicata all'avventura artistica che il pittore e writer newyorkese fece a Pisa nel 1989, per la realizzazione del celebre murale Tuttomondo. L'introduzione è scritta da Andrea Benetti. Nel 2013 si dedica all'opera di Renato Guttuso e alla documentazione dell'attività di acquerellista di Hermann Hesse.
Consulente del Centro Documentazione Amedeo Modigliani di Colle di Val d'Elsa dal 2014, nel 2016 collabora con Regina Bucher, direttrice del Museo Hermann Hesse di Montagnola e con la Fondazione Hermann Geiger di Cecina, per l'organizzazione della mostra Hermann Hesse Acquerelli. Dal 2016 al 2018 dirige la rubrica Storie dell'arte sulla rivista d'arte contemporanea Quid Magazine.

## Mostre principali
- Renato Guttuso, omaggio a Elio Vittorini - 1985, Mosca, Museo Puskin; con il Premio Letterario Viareggio, presentazione al catalogo di Sergio Pautasso
- Antonio Bueno - Mostra antologica - 1988, a cura di Gregorio Rossi in collaborazione con Giovanbattista Bianco; Cortona, Palazzo Casali, testo critico di Everardo Dalla Noce
- Dimitris Hordakis, Meraviglie del quotidiano - 1992, a cura di Gregorio Rossi e Stefania Maccelli; Massa Marittima, Museo Civico, mostra presentata da Giovanbattista Bianco
- Tra Ottocento e Novecento, da Fattori a Modigliani - 1998, a cura di Gregorio Rossi e Laura Milani; Castelfiorentino, Ridotto del Teatro, testi critici di Gregorio Rossi e Carlo Pepi, a cura di Gregorio Rossi e Laura Milani; Follonica, Pinacoteca Comunale (opere prestate da Carlo Pepi)
- Un porto per l’Ottocento - 1999, a cura di Gregorio Rossi, Stefania Maccelli e Laura Milani; Charleroi (Belgio), Musée de Beaux Arts e Biblioteque Rimbaud
- I Macchiaioli sbarcano a Venezia - 2000, a cura di Gregorio Rossi e Roberto Sabatelli; Venezia, La Fenice e des Artistes
- Telemaco Signorini – Centenario della morte - 2001, a cura di Gregorio Rossi e Roberto Sabatelli; Follonica, Pinacoteca Amedeo Modigliani
- I Macchiaioli del Caffè Michelangelo - 2001, a cura di Gregorio Rossi, Stefania Maccelli e Laura Milani; Firenze, Biennale Internazionale dell’Arte Contemporanea (opere della Raccolta Pepi)
- Rolando Pena - Rottura spontanea della simmetria: il barile di Dio - 2002, a cura di Gregorio Rossi, Roberto Sabatelli e Leonardo Cappelli, in collaborazione con Istituto Italo-Latino Americano e Ambasciata della Repubblica Bolivariana del Venezuela in Italia
- Giovanni Fattori – Ricordi di Roma 1884 - 2003, a cura di Gregorio Rossi, Roma, Palazzo Santacroce, Sede dell’Istituto Italo-Latino Americano, (opere della Raccolta Pepi)
- 50º Premio Nazionale di pittura e scultura Mario Borgiotti – Esposizione delle opere degli artisti premiati - 2003, a cura di Gregorio Rossi, Follonica, Pinacoteca Comunale, presentata da Sira Borgiotti
- Panama, Un puerto para el arte - La escuela de los Macchiaioli - 2003, mostra in rappresentanza dell’Italia per il Cinquecentenario del IV viaggio di Cristoforo Colombo, a cura di Gregorio Rossi, Stefania Maccelli e Laura Milani; Panama City Museo del Canal Interoceánico de Panama, con l’adesione del Presidente della Repubblica Italiana ed il Patrocinio della Presidenza del Consiglio dei Ministri della Repubblica Italiana, mostra organizzata dall'Ambasciata di Italia a Panama
- Piero Nincheri - 2007, a cura di Gregorio Rossi e Chiara Filippini; Roma, Galleria delle Scuderie di Palazzo Santacroce, testo critico di Giulia Ballerini
- Patrizio Beccaria - 2007, a cura di Gregorio Rossi; Venezia, 52. Esposizione Internazionale d’Arte, Biennale di Venezia, Palazzo Ca’ Zenobio, Collegio Armeno, Padiglione della Repubblica di Costa Rica, presentazione di Paolo Levi, Palazzo Cavalli Franchetti
- Andrea Benetti: presentazione del Manifesto dell'Arte Neorupestre - 2009, a cura di Gregorio Rossi e Francesco Elisei; 53. Esposizione Internazionale d'Arte - La Biennale di Venezia; padiglione "Natura e sogni" - Università Ca' Foscari, San Giobbe, Cannaregio, Venezia
- Portas, Apariciones - 2010, a cura di Gregorio Rossi e della Fondazione di Ca’ la Ghironda; Zola Predosa (Bologna), Modern Art Museum
- Modigliani and His Circle - 2011, a cura di Gregorio Rossi per le opere della Scuola di Micheli; Taiwan, Kaohsiung Museum of Fine Arts
- Andy Warhol, Due collezionisti raccontano - 2012, a cura di Gregorio Rossi e Valentina Campatelli; Venezia, La Fenice des Artistes.

## Opere
- Antonio Bueno, Bologna, Edizioni Bora, 1988.
- Antonio Bueno: Bueno, d'apres Bueno, e per conoscenza, Valpiana, Il Parnaso, 1989.
- Raffaele De Rosa: miti favole & leggende, Livorno, Debatte Otello, 1990.
- Carlo Pepi e l'impossibile vicenda Modigliani, in ''Eco d'Arte Moderna'', n. 84, 1992.
- Da Fattori a Modigliani nella raccolta Pepi: con particolare riferimento agli artisti dimenticati, con C. Pepi e F. Pepi, Follonica, Leopoldo II, 1997.
- Arte italiano del siglo 19: la escuela de los macchiaioli, de la Colección Pepi, con E. Faith Jimenez, Pontedera, Bandecchi & Vivaldi, 2000.
- Walter Sabatelli: una luce nell'ombra, Pontedera, Bandecchi & Vivaldi, 2003.
- La Civica Pinacoteca Amedeo Modigliani, Follonica, Leopoldo II, 2004.
- Giuseppe Calonaci, con E. Crispolti, Valpiana, Il Parnaso, 2004.
- Ernesto Portas, San José, Edizioni Museo d'Arte Contemporanea italiana in America, 2004.
- La raccolta Rinaldi-Paladino. Il Novecento, Milano, Editoriale Giorgio Mondadori, 2007, ISBN 978-8860521088.
- Giovanni Fattori, Silvestro Lega: artisti rivoluzionari, pittori garibaldini: opere dalla raccolta Pepi, Pontedera, Bandecchi & Vivaldi, 2007.
- Il Museo di Arte Contemporanea Italiana in America. Arte e Cultura. Un ponte tra Italia e Costa Rica, Pontedera, Bandecchi & Vivaldi, 2008.
- La scuola di Micheli. Le fondamenta del genio, con C. Filippini, in ''CAM'', n. 44, Milano, Editoriale Giorgio Mondadori, 2008, ISBN 9788860521934.
- Amedeo Modigliani ed il segno di Silvestro Lega, Modigliana, Fabbri, 2008.
- Andrea Benetti, "Manifesto dell'Arte Neorupestre", a cura di Gregorio Rossi e Francesco Elisei, 53. Esposizione Internazionale d'Arte - La Biennale di Venezia, Allemandi, 2009 .
- Modigliani: dessin à boire, con C. Filippini, Roma, Carte Segrete, 2009.
- Natura e Sogni, 53. Esposizione Internazionale d'Arte, La Biennale di Venezia, con F. Elisei, Torino, Allemandi, 2009, ISBN 8842217816.
- Keith Haring, Poggibonsi, Cambi, 2011, ISBN 978-8864030944.
- Hermann Hesse: omaggio per il cinquantenario, con V. Campatelli, 1962-2012, Poggibonsi, Cambi, 2012, ISBN 978-8864031170.
- Hermann Hesse in visita a Bellagio, con E. Hesse e R. Bucher, Milano, Grasso Editore, 2013.
- Omaggio a Renato Guttuso, con V. Campatelli, Sesto Fiorentino, La Soffitta Spazio delle Arti, 2013.
- Hermann Hesse Acquerelli, con E. Hesse e R. Bucher, Pontedera, Bandecchi & Vivaldi, 2016, ISBN 978-88-8341-632-3.
- Francesco D'Alconzo. Natura e sogni. Museo di Arte Contemporanea in America, Ed. Bilingue. Palombi Editori, 2021, ISBN 978886060941-0.
- Francesco D'Alconzo. Cursorismo, Ed. Bilingue. con Agnese Agozzino. Palombi Editori, 2025.